# Авенданьо Фигероа, Амадо
Амадо Авенданьо Фигероа (исп. Amado Avendaño Figueroa, Авенданио; 14 сентября 1938, Мапастепек, Чьяпас — 29 апреля 2004, Сан-Кристобаль-де-лас-Касас, Чьяпас) — мексиканский журналист и юрист-правозащитник. Создатель еженедельника «Тьемпо» и Центра по защите прав человека Фрай Бартоломе де Лас Касас. Участвуя в выборах губернатора Чьяпаса в 1994 году, пережил покушение на свою жизнь.

## Биография
Он родился 14 сентября 1938 года в муниципалитете Мапастепек, на побережье штата Чьяпас на юге Мексики. Окончил юридический факультет Автономного университета Чьяпаса в Сан-Кристобаль-де-лас-Касас, получив юридическое образование.
6 февраля 1968 года он основал одну из самых представительных газет в истории Чьяпаса — «Tiempo, que Informa y Orienta». Издание стало важным инструментом защиты прав человека, в первую очередь коренных народов Чьяпаса.
Именно в эту газету отправил свои первые коммюнике Субкоманданте Маркос, сделав их известными всему миру. Поскольку «Тьемпо» стал первым печатным изданием Мексики, начавшим публиковать коммюнике и декларации САНО, с момента сапатистского восстания 1 января 1994 года редакция «Тьемпо» превратилась в главный канал информации о конфликте в Чьяпасе.
Авенданьо Фигероа вошел в местную политику штата Чьяпас и стал временным мэром Сан-Кристобаль-де-лас-Касас в 1973 году. Также был соучредителем Центра по защите прав человека имени Бартоломе де Лас Касаса, возглавленного епископом Сан-Кристобаля Самуэлем Руисом Гарсией.
После многократного посещения Лакандонской сельвы, средоточия партизанской деятельности САНО, Амадо Авенданьо был выдвинут на пост губернатора Чьяпаса в 1994 году Демократической ассамблеей Чьяпаса, объединяющей крестьянские и другие общественные организации гражданского общества со всего штата. Он должен был стать кандидатом от Партии демократической революции.
Во время предвыборной кампании, 25 июля 1994 года, он стал жертвой нападения, в результате которого погибли трое из четверых сопровождавших его товарищей: Эрнесто Фонсека Гарсия, Ригоберто Маурисио Вильяфуэрте и Агустин Рубио Монтойя, а сам он получил тяжёлые ранения. В машину, где находился Амадо Авенданьо с соратниками, врезался трейлер.
Амадо Авенданьо на несколько месяцев лишился речи и получил инвалидность. Вскоре появились доказательства, что покушение было организовано Институционно-революционной партией с участием его непосредственного конкурента по избирательной кампании Эдуардо Робледо и Хорхе Эрнандеса, бывшего воспитанника и ученика Авенданьо, вознаграждённого вскоре постом директора министерства юстиции штата Чьяпас.
По итогам подсчёта голосов, в котором усматривали очередную фальсификацию, пост губернатора занял Эдуардо Робледо Ринкон. В ответ после поражения на проходивших в абсолютно неравных условиях выборах 1994 года неосапатисты объявили «повстанческим (или мятежным) губернатором» Амадо Авенданьо. 8 декабря, когда Робледо вступил в должность, группа индейцев-сапатистов вручила «повстанческому губернатору» регалии и предложили ему возглавить своё Народное правительство штата Чьяпас.
Когда через три месяца после выборов вскрылись детали фальсификации, Робледо пришлось с позором уйти в отставку, однако Амадо Авенданьо был уже не в состоянии полноценно участвовать в политической борьбе. Он был учителем подготовительной школы и профессором юридического факультета штата Чьяпас, откуда путешествовал по всему миру, читая лекции о сапатистском движении в этом штате.

## Смерть
Из-за травм, полученных при покушении, Амадо Авенданьо тяжело болел. Он умер от кровоизлияния в мозг в возрасте 65 лет в четверг, 29 апреля 2004 года в Сан-Кристобаль-де-лас-Касас.